# Geopark Spořilov

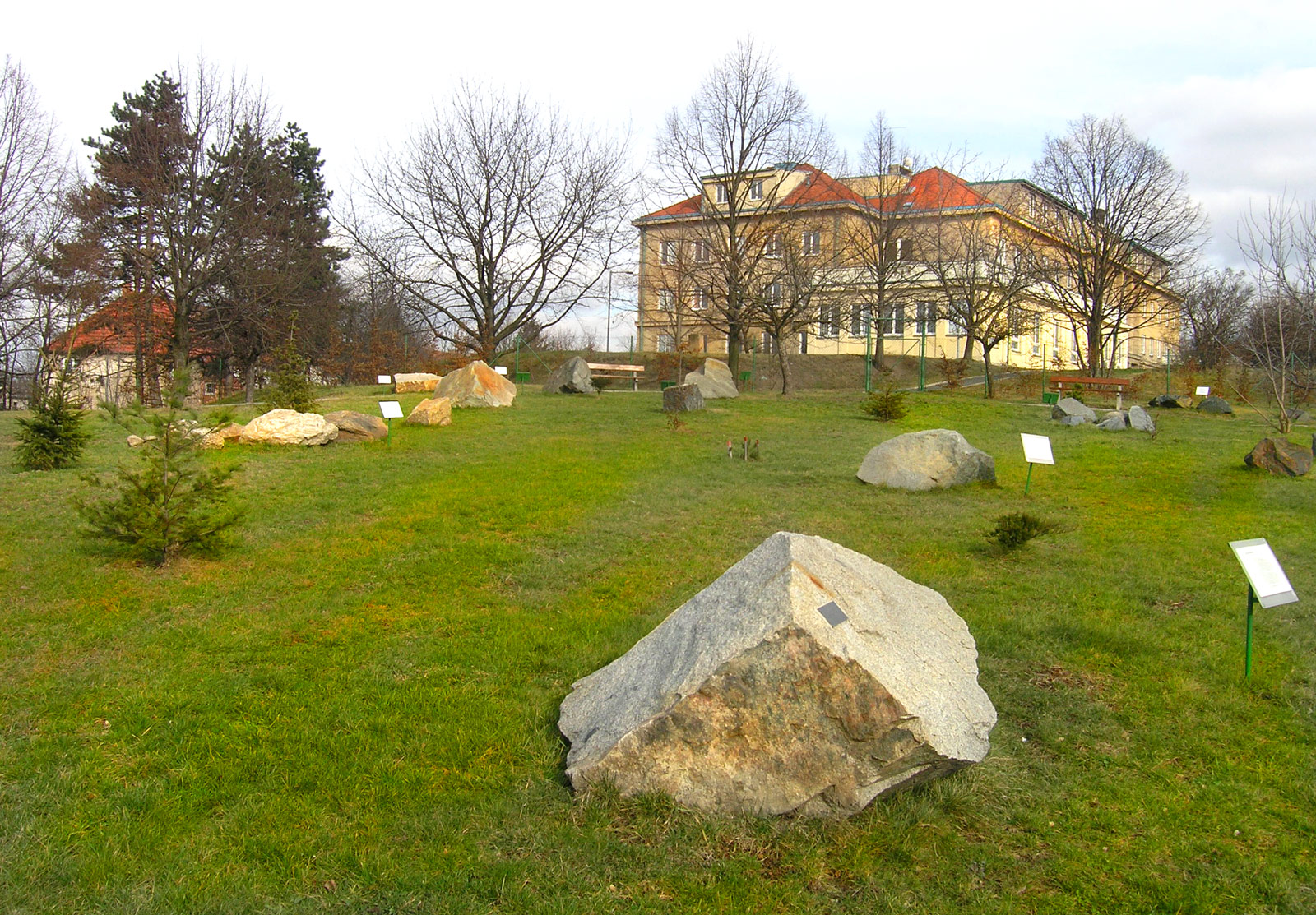
Expozice hornin v areálu Geofyzikálního ústavu Akademie věd České republiky

Geopark Spořilov se nachází v areálu Geofyzikálního ústavu Akademie věd České republiky v Praze 4 - Spořilově, v ulici Boční II/1401. Jedná se o rozsáhlou venkovní expozici, v níž je soustředěno téměř 50 druhů hornin z různých lokalit v České republice a na Slovensku.

## Vznik, poslání a uspořádání geoparku
Geopark byl slavnostně otevřen 23. května 2003 s cílem představit veřejnosti rozmanitost a krásu hornin - zejména těch, které tvoří Český masiv - a zároveň umožnit návštěvníkům získat představu o příčinách a způsobech jejich vzniku.
Horniny jsou v parku rozmístěny podle příslušnosti k hlavním skupinám, do kterých jsou rozděleny podle způsobu a podmínek, za kterých vznikly, tj. na horniny vyvřelé (magmatické), usazené (sedimentární) a přeměněné (metamorfované). Převažují zde horniny z českých lokalit, avšak v části, věnované vyvřelým výlevným horninám, jsou i ukázky ze Slovenska - například z Žiaru nad Hronom, Hliníku nad Hronom či Nové Baně.

## Přístup a otevírací doba
Geopark je volně přístupný veřejnosti, vstup do areálu je z ulice Jihozápadní IV. Nejbližší stanicí veřejné dopravy je stanice metra Roztyly na trase C. V hlavní sezóně od začátku března do prvního týdne v listopadu je areál otevřen v době od 8 do 18 hodin, v zimě pak pouze do 16 hodin. Geofyzikální ústav AV ČR zpracoval řadu informačních materiálů, které si návštěvníci geoparku i ostatní zájemci mohou stáhnout z jeho webových stránek.
Areál geoparku je využíván též k organizaci různých volnočasových a vzdělávacích aktivit, například v rámci projektu AV ČR Otevřená věda.